# 一本杉 (日立市)

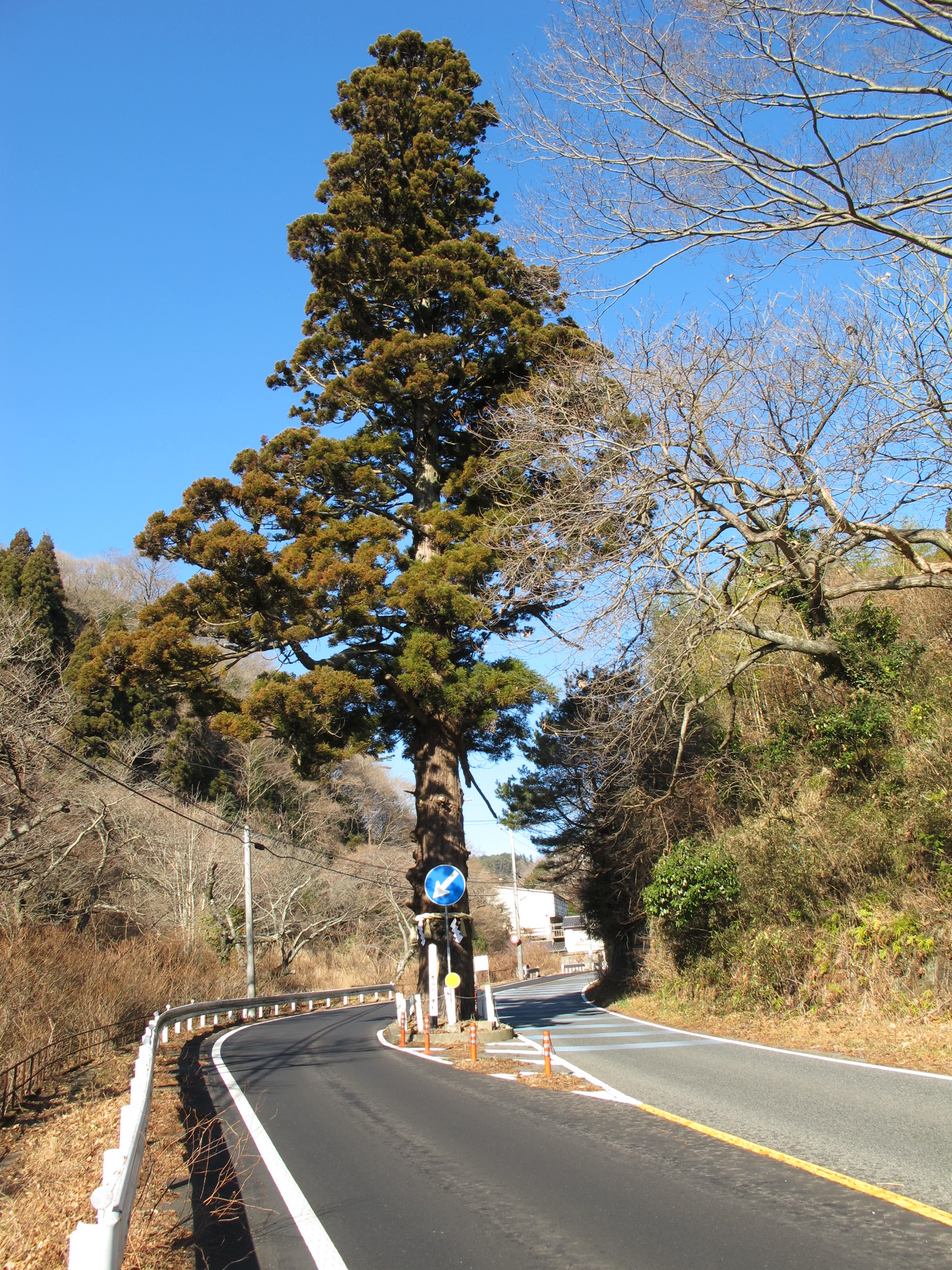
本山の一本杉（茨城県日立市）

一本杉（いっぽんすぎ）は、茨城県日立市宮田町の茨城県道36号日立山方線にある杉の木である。
一本杉と言う名の通り、一本の杉であり、県道36号線の道の真ん中の位置に生えている。樹齢は約450年で所有者は日立鉱山株式会社である。「昔は三本杉であった」または「二本杉であった」とされており、一本になった理由については、「工事会社によって切られた」や「暴風雨によって倒れた」などと言われているが詳細は不明。「本山の一本杉」の名称で日立市指定文化財天然記念物として1974年（昭和49年）6月27日に日立市教育委員会から指定され、神木としても奉られている。